# コンコレッツォ
コンコレッツォ（伊: Concorezzo）は、イタリア共和国ロンバルディア州モンツァ・エ・ブリアンツァ県にある、人口約15,800人の基礎自治体（コムーネ）。

## 地理

### 位置・広がり

#### 隣接コムーネ
隣接するコムーネは以下の通り。
- アグラーテ・ブリアンツァ
- アルコレ
- モンツァ
- ヴィッラサンタ
- ヴィメルカーテ

### 気候分類・地震分類
気候分類では、zona E, 2404 GGに分類される。
また、イタリアの地震リスク階級 (it) では、zona 3 (sismicità bassa) に分類される。

## 写真館

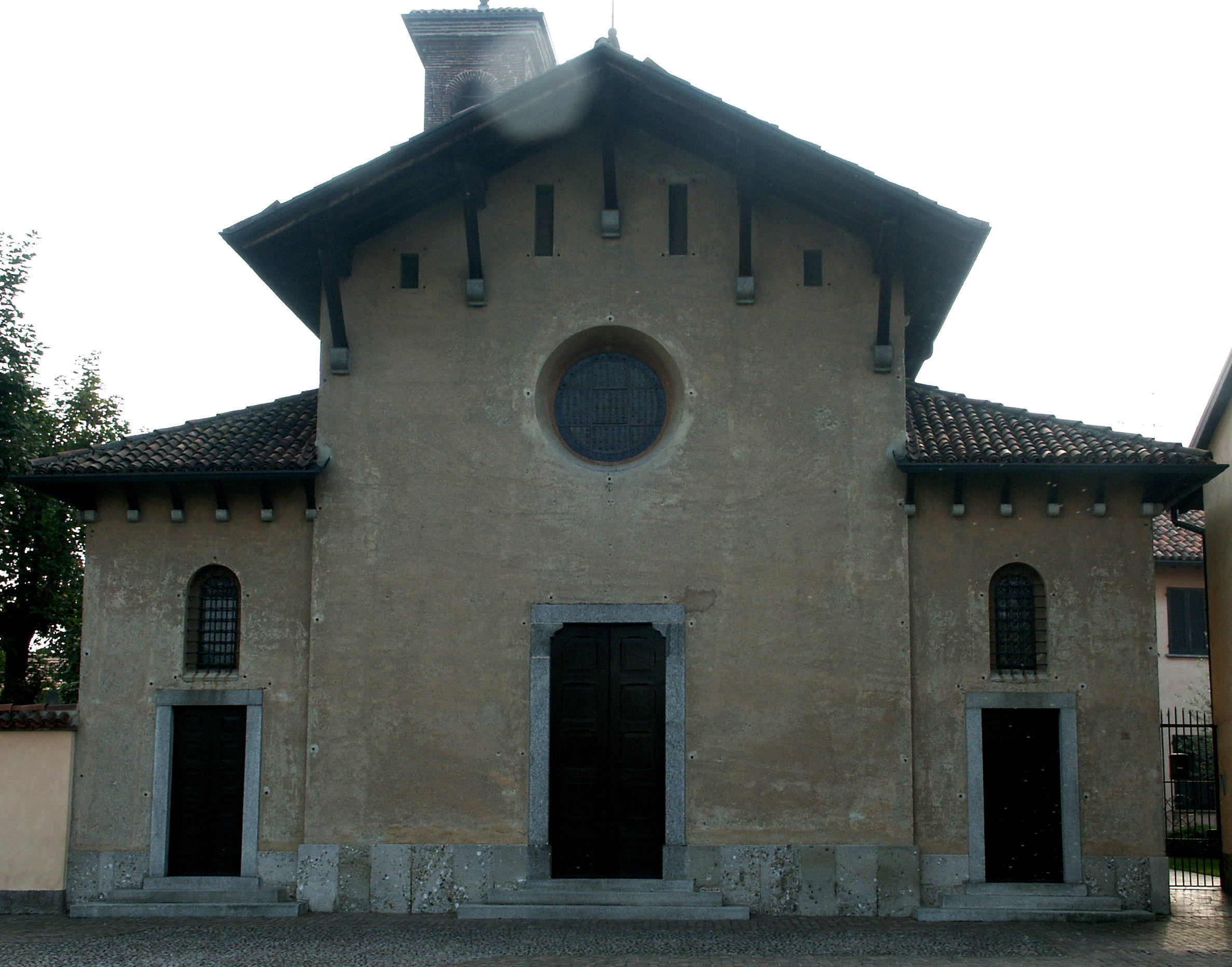
S. Eugenio (VIII sec).
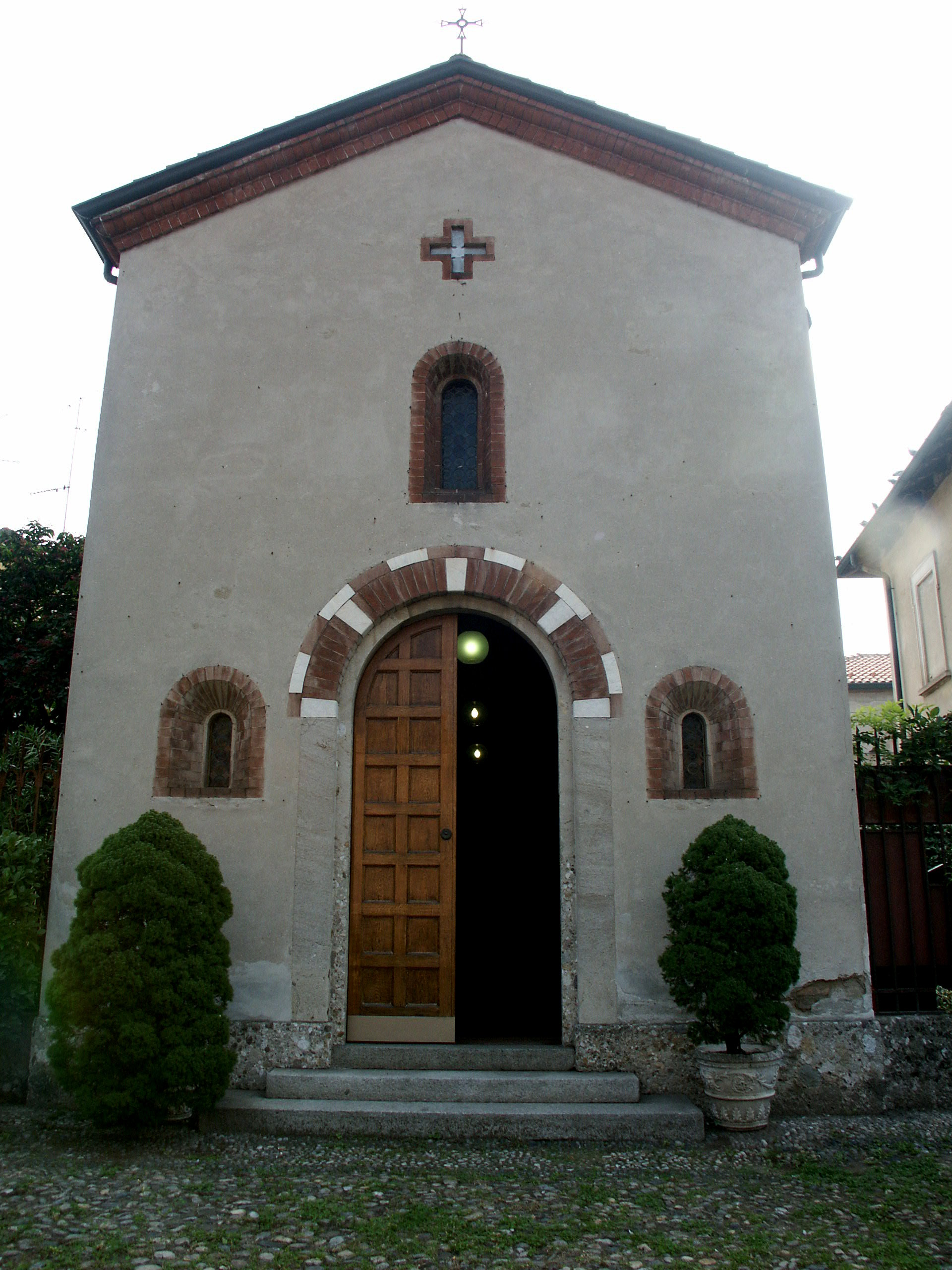
S. Antonio
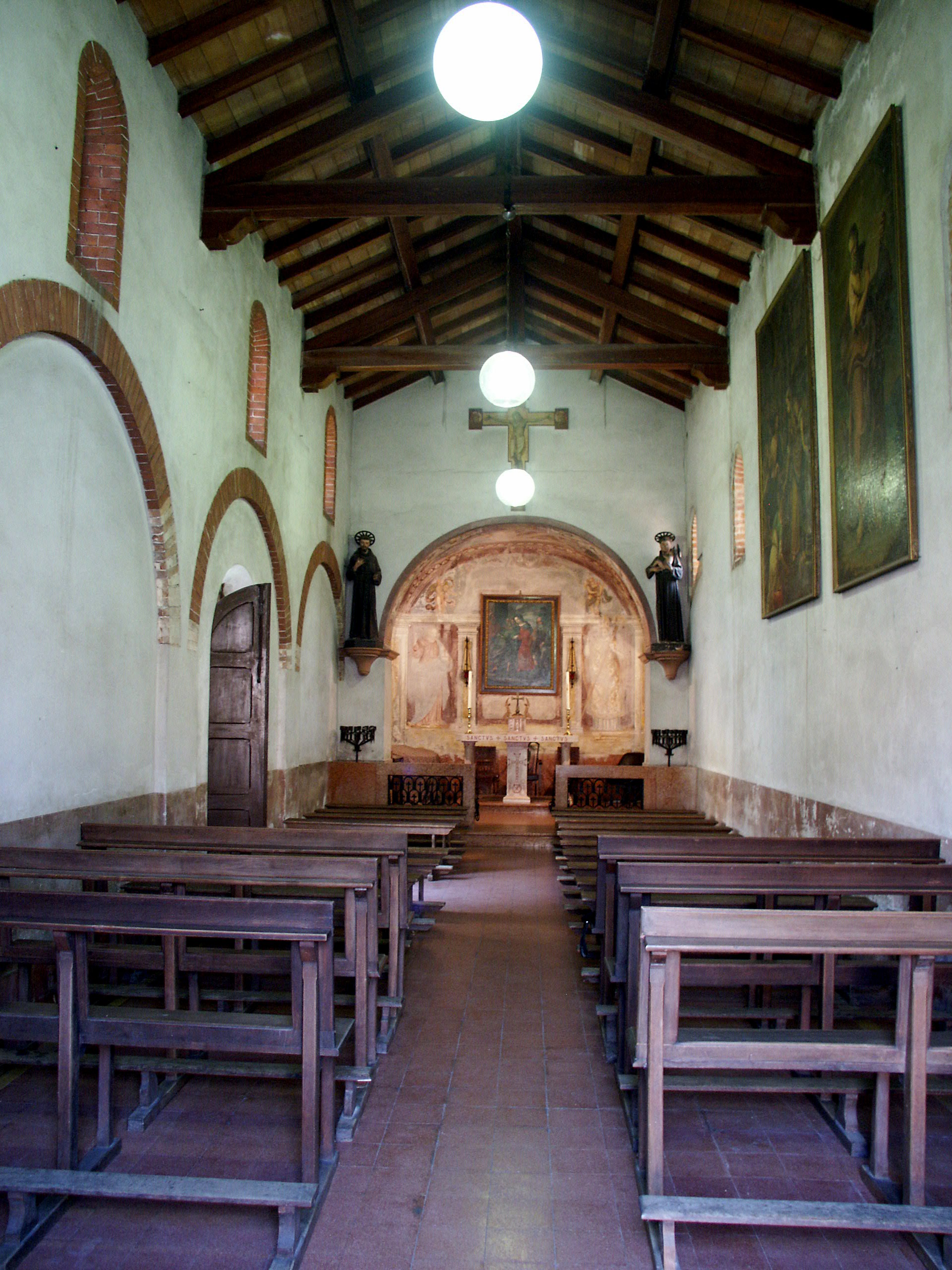
S. Antonio, la navata
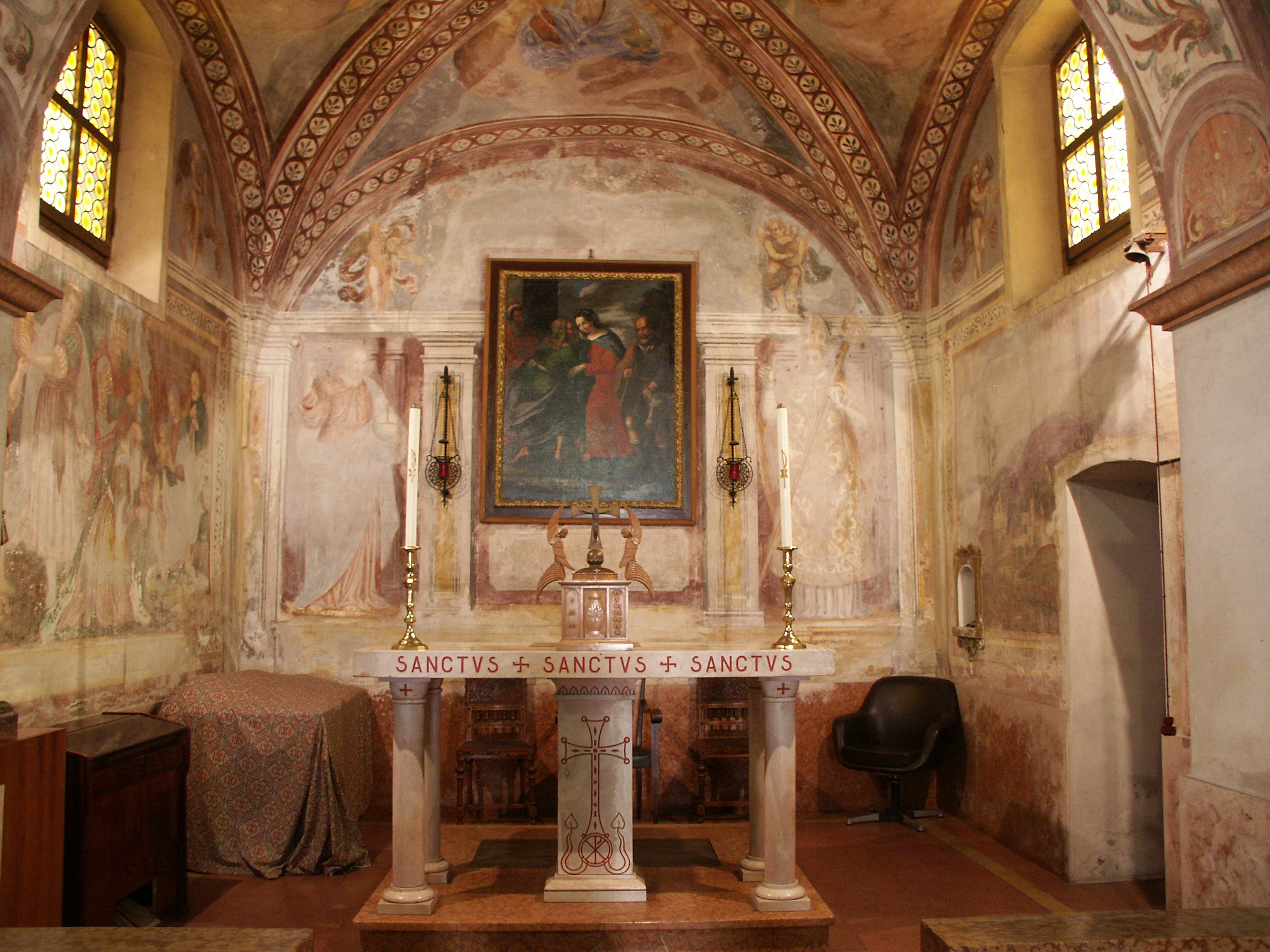
S. Antonio, l'abside
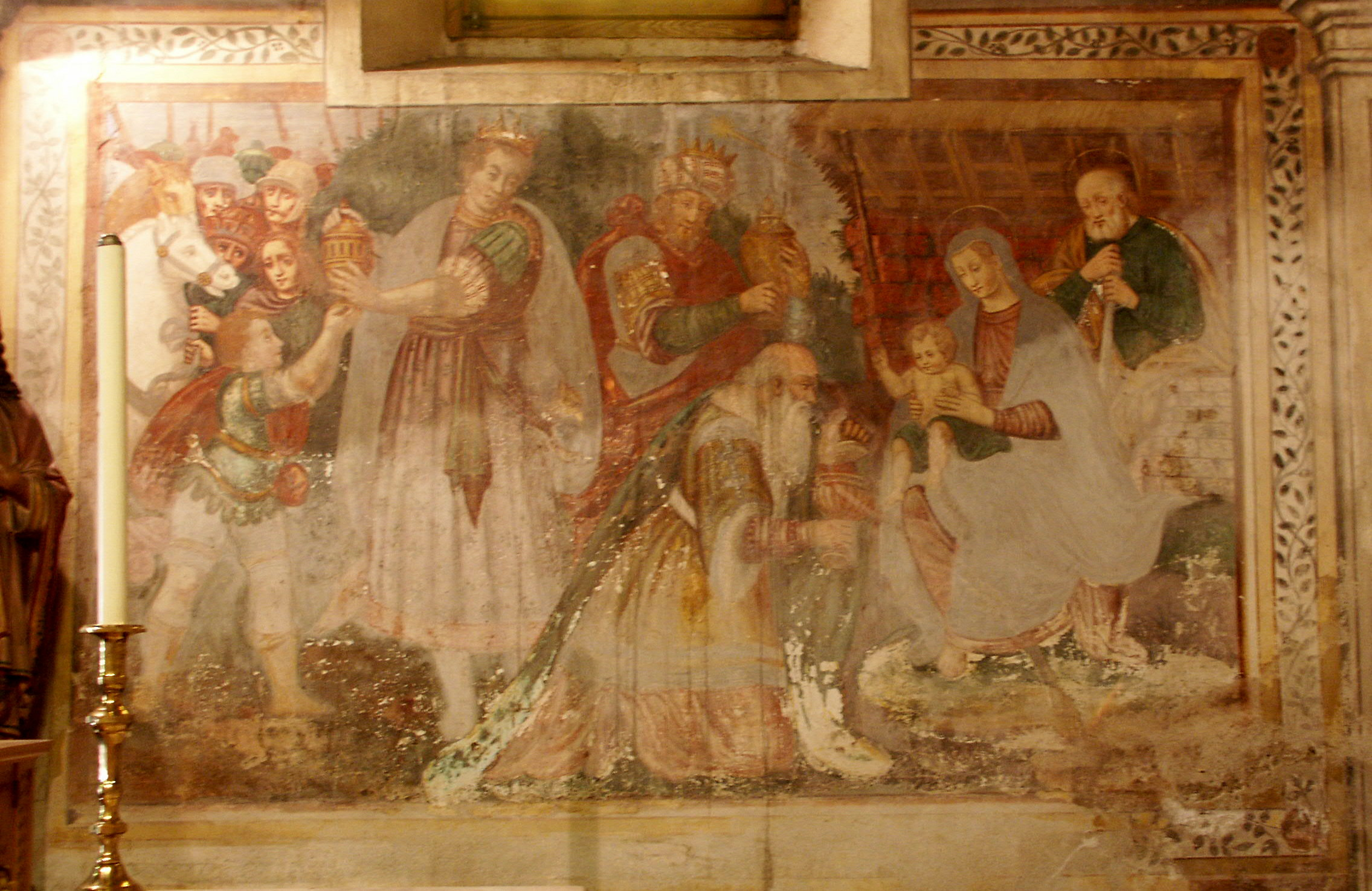
S. Antonio, adorazione Magi
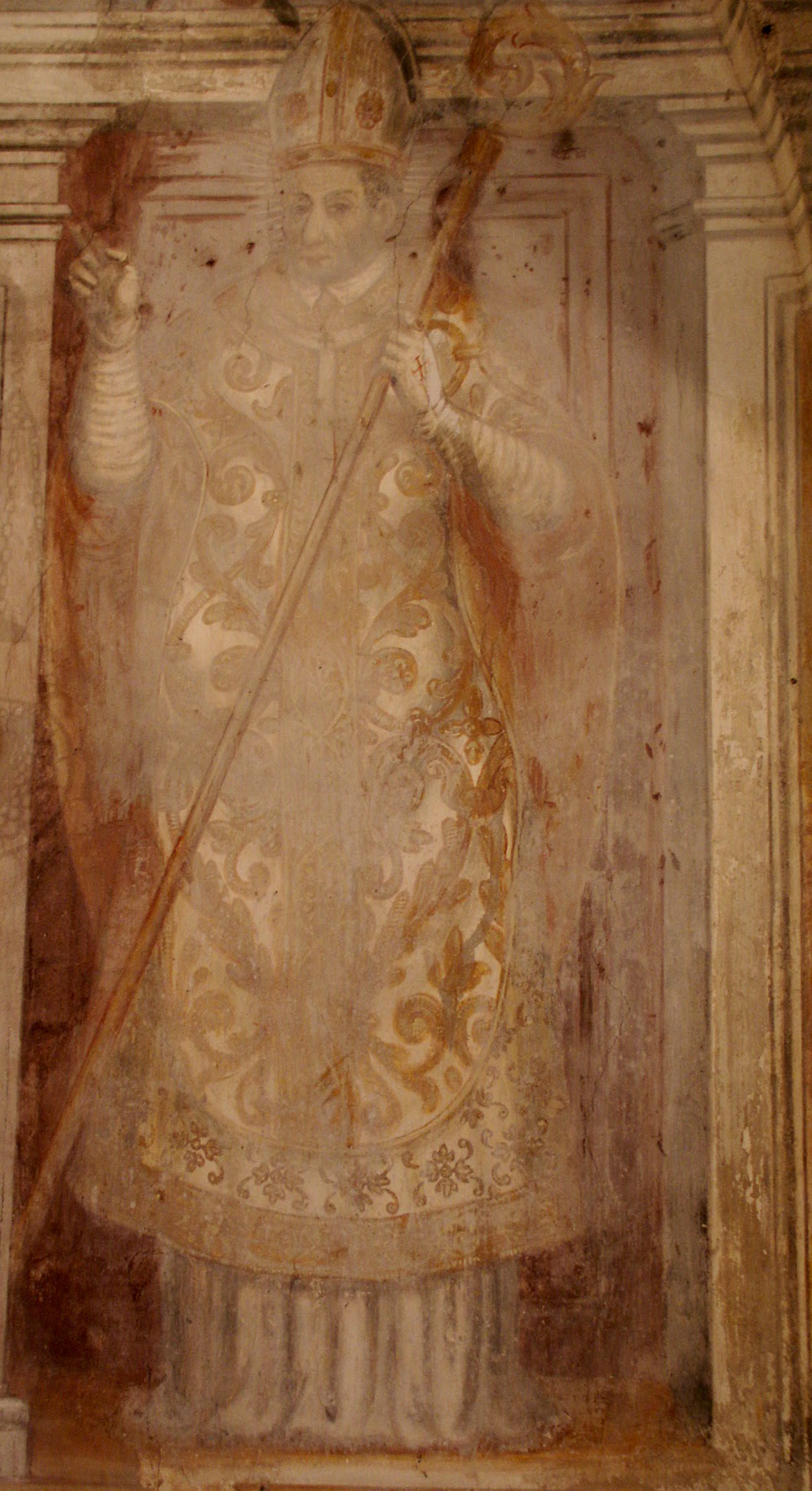
S. Antonio, probab. S. Carlo
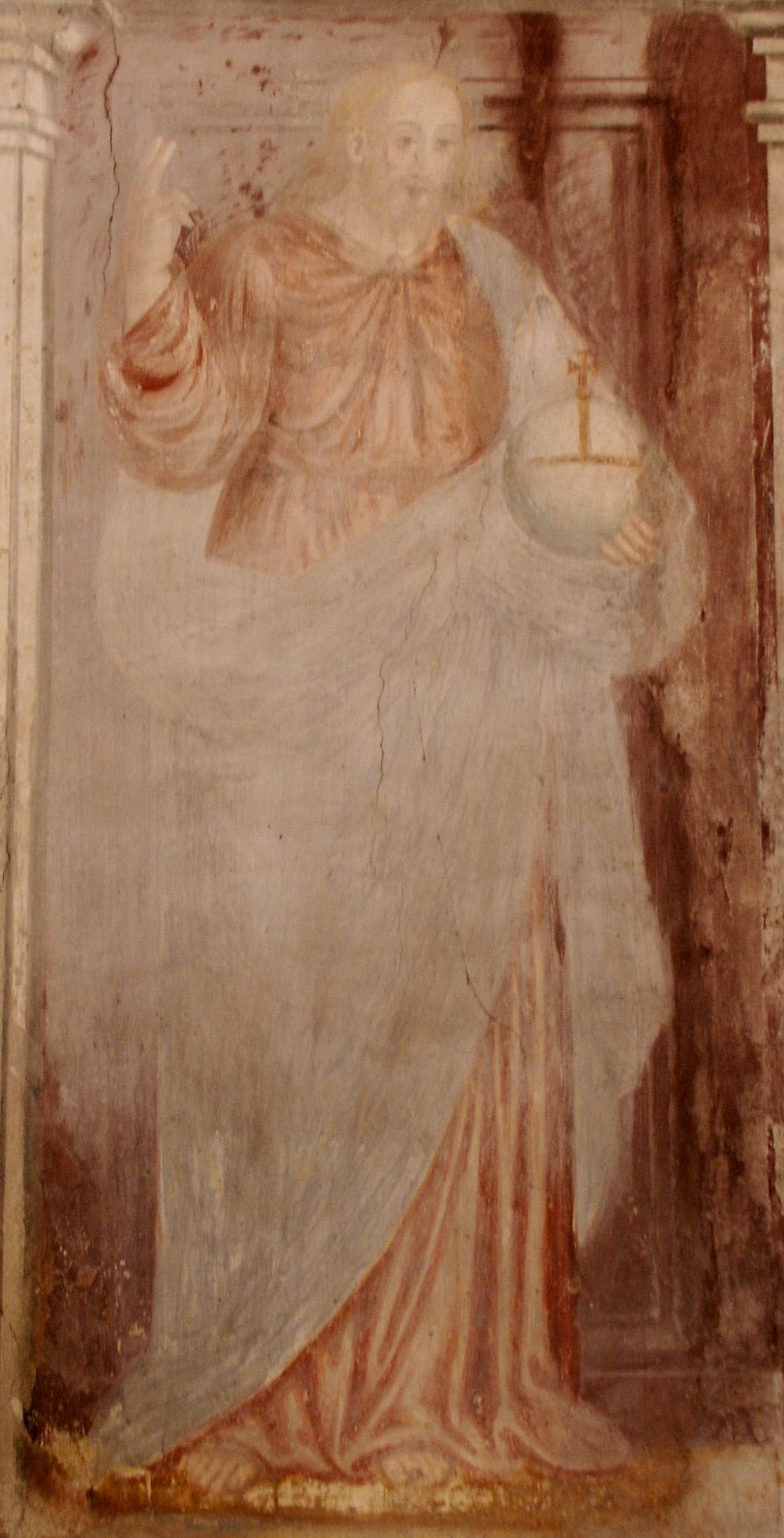
S. Antonio, Cristo e mondo
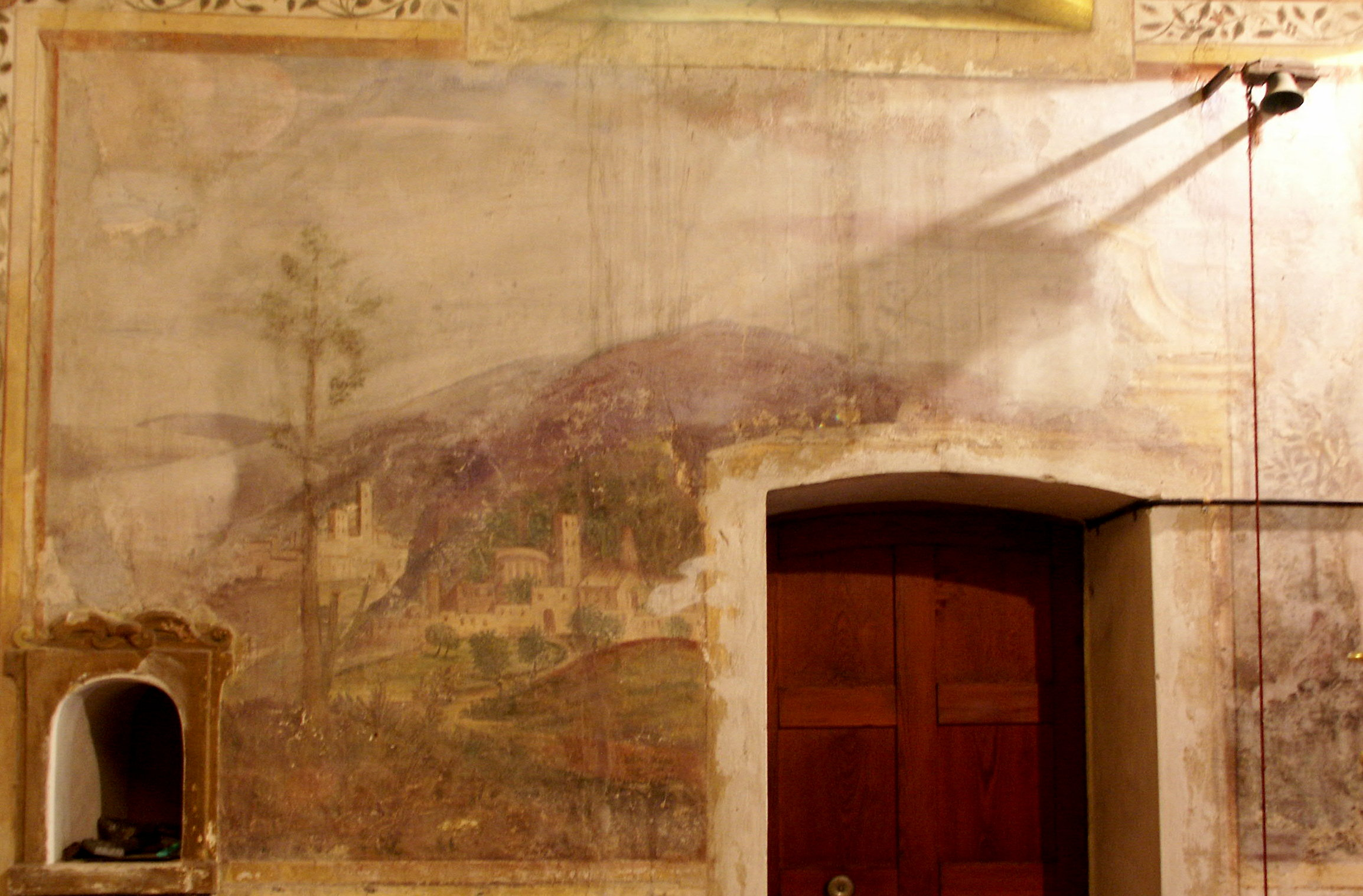
S. Antonio, paesaggio